# Kościół św. Jana w Lesznie

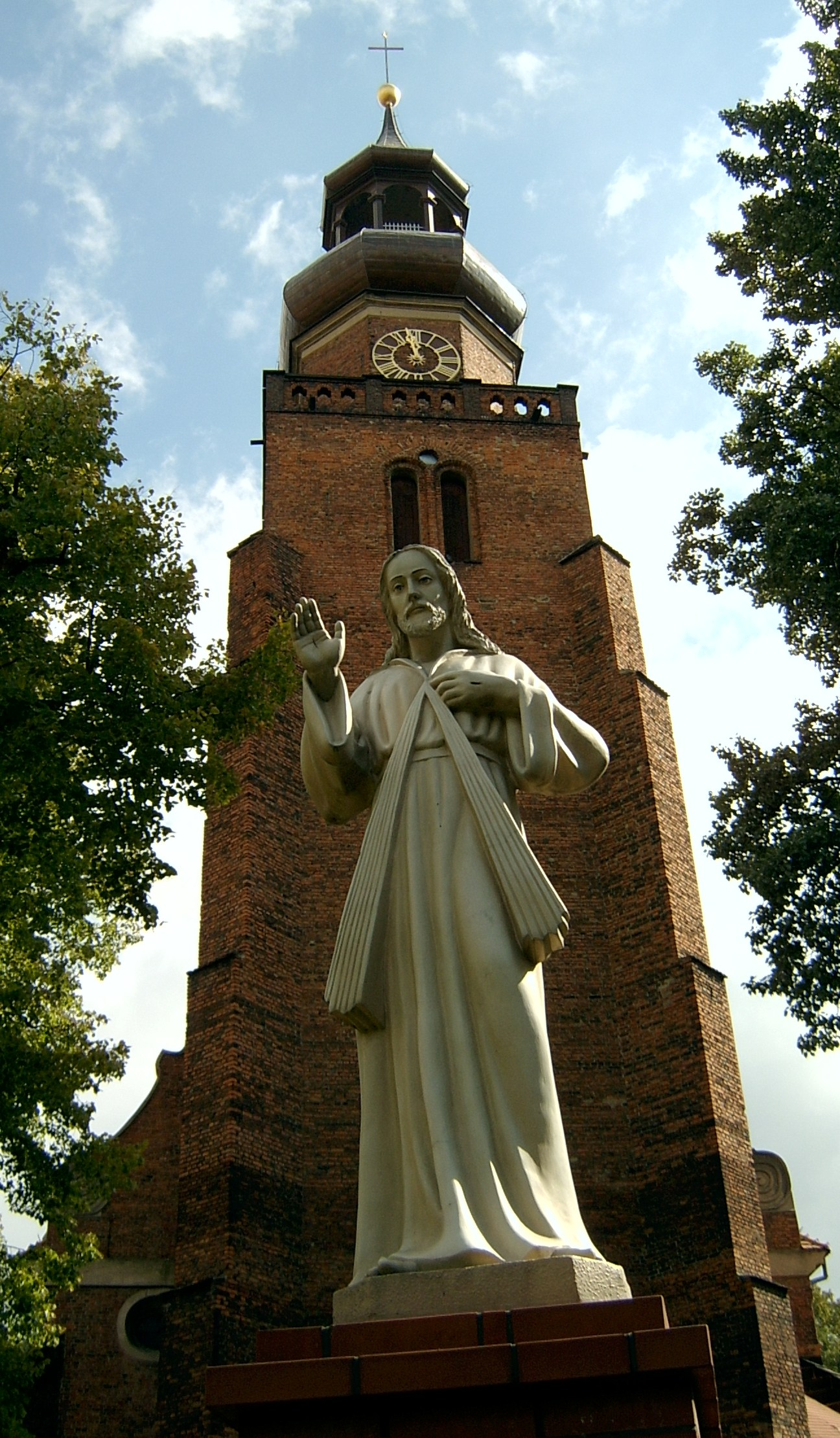
Kościół od strony zachodniej z widokiem na figurę Miłosierdzia Bożego

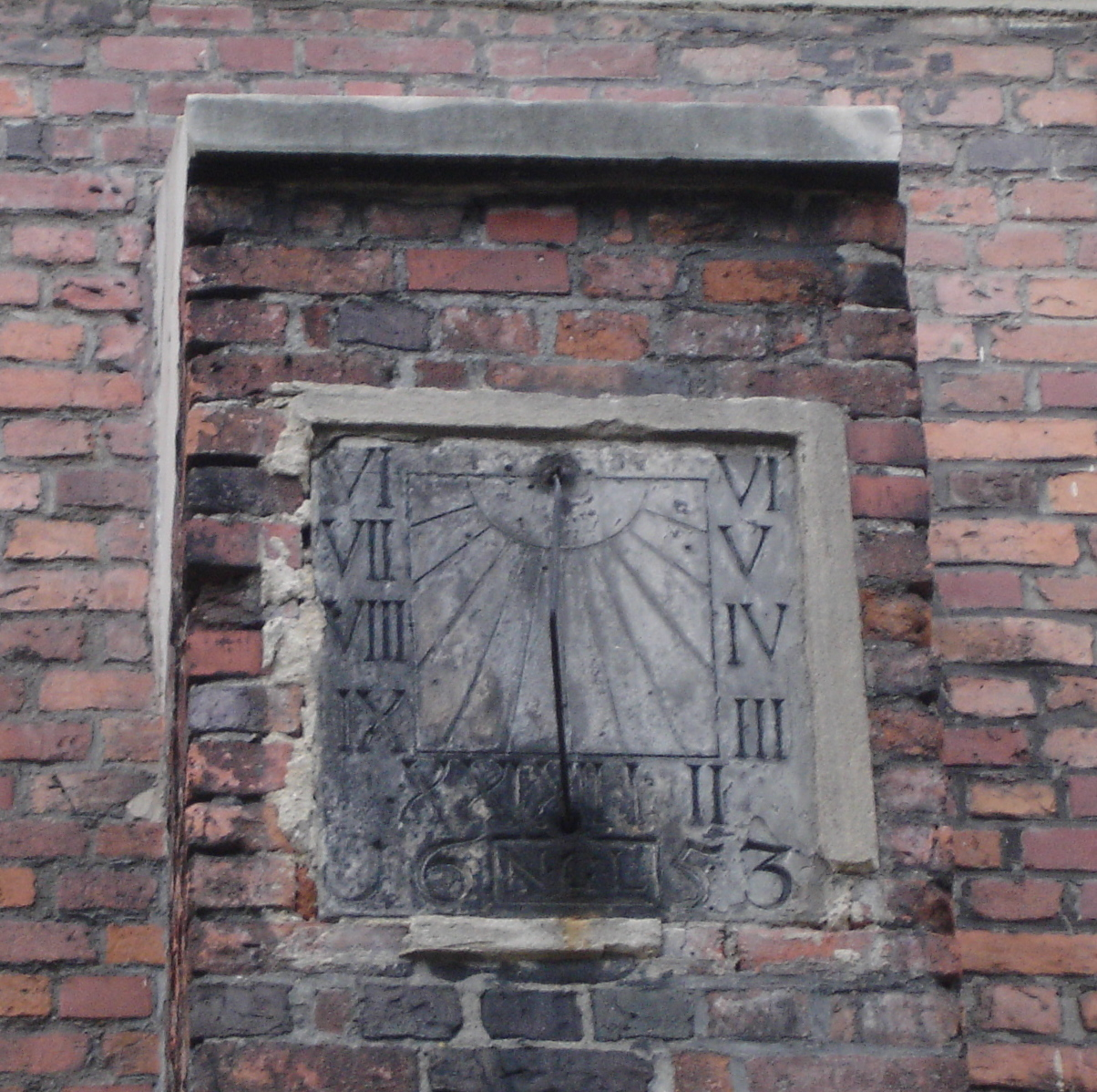
Zegar słoneczny z 1653 roku

Kościół pw. św. Jana Chrzciciela – świątynia zbudowana w latach 1652–1654 jako zbór braci czeskich. W dwa lata po wybudowaniu obiekt uległ zniszczeniu w trakcie pożaru. W jego trakcie spłonęły, znajdujące się w zborze, zwłoki generała Krzysztofa Arciszewskiego. Odbudowany kościół ponownie spalił się w 1707. Po 1716 roku służył wspólnocie niemieckiej i polskiej. W 1945 kościół przejęła parafia pw. św. Mikołaja. Do roku 1948 z nabożeństw korzystali żołnierze leszczyńskiego garnizonu wojskowego. Po kompleksowej renowacji, kontynuowanej w 1972, utworzono parafię pw. św. Jana Chrzciciela. 
Styl architektury nawiązuje do późnego gotyku, wnętrze i kaplica grobowa ufundowana przez Wojciecha Gruszczyńskiego, pochodząca z 1711, autorstwa Pompeo Ferrariego, stylistycznie mają charakter barokowy. 
Charakterystyczne elementy kościoła to: 
- sześćdziesięciometrowa wieża kościelna zwieńczona balustradą. Zdobiące ją cztery mosiężne tarcze zegarowe zostały odlane (na wzór oryginalnych z 1903) w roku 1976;
- polichromowa ambona z połowy XVIII wieku;
- XVIII-wieczne epitafia dzieci  Karola Gotfryta Woide;
- zegar słoneczny z 1653 znajdujący się na przyporze od strony południowej.